# Isidoro Piantanida
Isidoro Piantanida (Milà primera meitat del segle xviii se sap que el 1812 encara era viu) fou un compositor i sacerdot que abraçà la carrera eclesiàstica i cursà música sota la direcció del mestre de capella Fiorini. Va compondre moltes obres religioses, entre elles una missa i un miserere, considerat aquest últim com una obra mestra. A Milà s'imprimí una Salve Regina d'aquest compositor.